# Associació Musical Canalense
L'Associació Musical Canalense és una associació creada a Canals (la Costera) en 1946 dedicada a la promoció de la música i de la cultura. La seua principal activitat és la banda de música que duu el seu nom i el cor polifònic anomenat Cor Calixtí. A més de comptar amb una bona escola de música.

## Història
Es calcula que la banda a Canals va començar abans de la Guerra civil espanyola. Encara que no va esser fins a 1946 quan es va crear la banda municipal.
En 1951 es va crear la societat anomenada aleshores "Societat Musical Canalense". En 1968 la banda va deixar de ser municipal i l'ajuntament de Canals va suspendre la plaça de director.
El 27 de juliol de 1974 es va aprovar el nom de la nova societat "Associació Musical Canalense".

## Directors
- Joaquín Sellés, director des de 1946 i reconegut músic valencià[1]
- Joaquín Sancho Úbeda
- Gerardo Cardona Lliso
- Juan Bta. Climent
- Fco. José Perales Ferre
- Fernando J. Miralles
- Carlos Marquina
- Juan Ramón Beltrán
- Carlos Revert Espí
- Fco. José Sánchez Roca
- Joan B. Falcó Andrés
- Luis Pedrón Francés
- José Martinez Colomina

## Palmarés
Segona Secció
- (1979). Certamen de Cullera. 2n Premi.
- (1980). Certamen de Cullera. 2n Premi.
- (1990). Certamen Provincial de la Diputació de València. 2n Premi.
- (1991). Certamen Provincial de la Diputació de València. 2n Premi.
- (1992). Certamen Provincial de la Diputació de València. 1r Premi.
- (1994). Certamen Nacional de Marxes de Processó d'Elx. 1r Premi.
- (1994). Certamen Nacional de Leganés. 3r Premi.
- (2000). Certamen de Música d'Elda. 2n Premi.
- (2001). Certamen de Música d'Elda. 1r Premi.
- (2003). Certamen Nacional de Múrcia. 1r Premi.
- (2004). Certamen Internacional d'Altea. 3r Premi.
- (2006). Certamen Provincial de la Diputació de València. 1r Premi i Menció d'Honor.[2]
- (2006). Certamen Autonòmic de Bandes de la Comunitat Valenciana. 1r Premi i Menció d'Honor. Major puntuació d'entre totes les categories.
- (2008). Certamen Internacional de Bandes de Música de València. 2n Premi. Millor banda valenciana i de l'estat espanyol de la Segona Secció.
- (2016). Certamen de Cullera. 1r premi i menció al millor director.[3]

Primera Secció
- (2010). Certamen Provincial de la Diputació de València. 1r Premi i Menció d'Honor. Major puntuació d'entre totes les categories.
- (2010). Certamen Autonòmic de Bandes de la Comunitat Valenciana. 1r Premi i Menció d'Honor. Major puntuació d'entre totes les categories.